# Guitarra antarctica
Guitarra antarctica är en svampdjursart som beskrevs av Jörn Hentschel 1914. Guitarra antarctica ingår i släktet Guitarra och familjen Guitarridae. Utöver nominatformen finns också underarten G. a. novaezealandiae.